# Hilara bicornuta
Hilara bicornuta är en tvåvingeart som beskrevs av Saigusa 1963. Hilara bicornuta ingår i släktet Hilara och familjen dansflugor. Inga underarter finns listade i Catalogue of Life.